# Xestaspis nitida
Xestaspis nitida là một loài nhện trong họ Oonopidae.
Loài này thuộc chi Xestaspis. Xestaspis nitida được Eugène Simon miêu tả năm 1884.